# María Segura
María Segura (ur. 10 czerwca 1992) – hiszpańska siatkarka, reprezentantka kraju, grająca na pozycji przyjmującej. 

## Sukcesy klubowe
Liga hiszpańska:
- 2014

Liga niemiecka:
- 2022[3], 2023[4],  2024[5]
- 2021

Puchar Niemiec:
- 2022[6], 2024[7]

Puchar CEV:
- 2022[8]

Superpuchar Niemiec:
- 2023[9], 2024[10]

## Sukcesy reprezentacyjne
Liga Europejska:
- 2021[11]